# Vincent Auriol
Vincent Auriol (Revel, 1884. augusztus 27. – Párizs, 1966. január 1.) francia ügyvéd, újságíró, politikus, a Negyedik Francia Köztársaság 1. elnöke.

## Pályafutása
Pék fiaként született. Tíz éves korában játék közben elvesztette egyik szeme világát. Jól tanult, ezért apja beleegyezett, hogy folytassa tanulmányait. Jogi diplomát szerzett és Toulouse-ban ügyvédeskedett. Muret parlamenti képviselőjévé választották, mandátumát 26 éven keresztül (1914–1940) megtartotta. 1925-ben Muret polgármestere, majd Haute-Garonne tanácsosa lett.
Jean Jaurès hatására, aki a Toulouse-i Egyetemen tanította, vált szocialistává. Jaurès meggyilkolása után Léon Blum tanítványa lett. Részt vett a Nemzetközi Munkásszövetség Francia Szekciójának újjászervezésében. A Népfront elkötelezett híveként pénzügyminiszteri posztot kapott Léon Blum első kormányában 1936–37-ben. Ezt követően igazságügyi miniszter Camille Chautemps harmadik kormányában, végül 1938-ban a miniszterek közötti koordinációt látta el Blum második kormányában. Ő is ahhoz a nyolcvan parlamenti képviselőhöz tartozott, akik nem szavazták meg Henri Philippe Pétain teljhatalmát. 1940 szeptemberében a Vichy-kormány letartóztatta, és vizsgálatot indított ellene. 1941 augusztusában egészségi állapotára való tekintettel házi őrizetbe került, de a muret-i polgári bíróság felmentette. 1942-től illegalitásban élt Aveyronban és Tarnban, és részt vett az ellenállásban. Ekkor írta Hier-Demain című könyvének nagy részét, s melyet Charles de Gaulle-nak és követőinek, Blumnak, a szocialista párt tagjainak, a hadifoglyoknak a deportáltaknak.. ajánlott. Londonba utazott, majd 1943 októberében Algírba.
1945–ben képviselőként vett részt az első nemzetgyűlésben. De Gaulle lemondása után, 1946. január 3. és 23. között az ideiglenes kormány élén állt. 1946. január 10-én ő vezette a francia delegációt az ENSZ első közgyűlésére, január 17-én pedig a Biztonsági Tanács első ülésére Londonba. 1947. január 16-án köztársasági elnökké választották. 1954 és 1958 között politikai cikkeket írt francia újságokba. 

## Kapcsolódó szócikk
- Franciaország elnökeinek listája